# Terra X: Große Völker
Große Völker ist eine Terra-X-Dokumentarfilmreihe, die die Wurzeln Europas und der Nationen beleuchtet, die den Weg in die Moderne bereitet haben. Die unmoderierte ZDF-Reihe wurde 2014 erstmals ausgestrahlt. Im Oktober 2016 folgte eine zweite Staffel.

## Inhalt und Produktion
Große Völker behandelt die Ideen und Erfindungen der alten europäischen Völker und wie diese unser heutiges Leben prägen.
In der ersten Staffel wurden die kulturellen Errungenschaften der Griechen, Römer und Wikinger und ihre Bedeutung für das moderne Europa betrachtet.
Die Erstausstrahlung erfolgte am 9. März 2014 beim ZDF.
An der Produktion war die Gruppe 5 Filmproduktion GmbH beteiligt, Produzent war Uwe Kersken, Produktionsleiterin war Nadine Klemens und zur Redaktion gehörte Claudia Moroni.
Die zweite Staffel behandelte die Völker der Karthager, Germanen und Araber.
- Ausschnitte von Animationen verschiedener Folgen
- Götterwelt der Griechen
- Gladiatoren im antiken Rom
- Haarmode bei den Germanen
- Germanen aus der Sicht von Tacitus und Caesar
- Olympioniken der Antike, Ausschnitt aus der Pilotfolge
- Herrschaftsstruktur im arabischen Reich, Ausschnitt aus der Finalfolge

## Episoden
| Folge     | Episodentitel | Erstausstrahlung |
| --------- | ------------- | ---------------- |
| Staffel 1 |               |                  |
| 1         | Die Griechen  | 9. März 2014     |
| 2         | Die Römer     | 16. März 2014    |
| 3         | Die Wikinger  | 23. März 2014    |
| Staffel 2 |               |                  |
| 1         | Die Karthager | 16. Oktober 2016 |
| 2         | Die Germanen  | 23. Oktober 2016 |
| 3         | Die Araber    | 30. Oktober 2016 |